# Ван Дист, Исала
Исала Ван Дист (нидерл. Isala Van Diest; 7 мая 1842, Лёвен, Брабант — 6 февраля 1916, Кнокке, Западная Фландрия) — первая женщина-врач и первая женщина-выпускница университета в Бельгии.

## Ранняя жизнь и образование
Анна Катрин Альбертина Исала Ван Дист родилась в Лёвене, Бельгия, 7 мая 1842 года. Она была дочерью хирурга и акушера Пьера Жозефа Ван Диста. Ван Дист и её сестры получили такое же образование, как и их брат. Их мать взяла их в поездку в Англию, где они соприкоснулись с прогрессивной средой.
В то время в Бельгии средние школы  не были доступны для девочек, поэтому Ван Дист отправилась в швейцарский Берн, чтобы подготовиться к поступлению в университет. Она вернулась в Бельгию в 1873 году и попыталась поступить на медицинский факультет Католического университета Лёвена, но ей вместо этого ей предложили стать акушеркой. Она отказалась от этого предложения и вернулась в Берн, так как швейцарские университеты первыми в Европе стали открытыми для женщин, и она могла изучать медицину там. Своё образование Анна Катрин получила в 1879 году.

## Карьера
Ван Дист практиковала в течение двух лет в Англии, где женщины-врачи были допущены до практики с 1866 года. Она была прикреплена к Новой больнице для женщин и за время работы там познакомилась со многими британскими феминистками.
Она вновь вернулась в Бельгию, но чтобы получить признание своей медицинской квалификации она была вынуждена пройти дополнительные курсы в Свободном университете Брюсселя, открытом для женщин с 1880 года. Затем в 1884 году был принят королевский указ, разрешающий ей открыть собственную медицинскую практику в Брюсселе.
Многие из её пациентов были выходцами из высших слоев брюссельского общества, но она также лечила пенсионеров в доме престарелых для проституток и боролась за лучшее обращение с ними. Вместе с Мари Поплен, первой бельгийкой, получившей юридическое образование, она основала Бельгийскую лигу прав женщин (фр. Ligue belge du droit des femmes).
В 1902 году, постепенно теряя зрение, она прекратила свою профессиональную деятельность и переехала в Кнокке, где и прошли её последние годы.

## Смерть и наследие
Умерла в Кнокке  6 февраля 1916 года. Ван Дист и Мари Поплен вместе были изображены на памятной монете номиналом 2 евро, отчеканенных Национальным банком Бельгии в 2011 году в количестве 5 млн экземпляров по случаю столетия Международного женского дня. Это был первый в Бельгии случай, когда на бельгийских деньгах появились женщины, не входящие в королевскую семью.